# Ольдза
Ольдза (словац. Oľdza) — село в окрузі Дунайська Стреда Трнавського краю Словаччини. Площа села 8,86 км². Станом на 31 грудня 2015 року в селі проживало 465 жителів.

## Історія
Перші згадки про село датуються 1239 роком.

## Населення
| Рік:            | 1994. | 2004.    | 2014.    | 2024.    |
| --------------- | ----- | -------- | -------- | -------- |
| Кількість осіб: | 263   | 325      | 457      | 641      |
| Різниця:        |       | +23,57 % | +40,61 % | +40,26 % |

| Рік:            | 2023. | 2024.   |
| --------------- | ----- | ------- |
| Кількість осіб: | 604   | 641     |
| Різниця:        |       | +6,12 % |